# 帯広市立大正小学校
帯広市立大正小学校（おびひろしりつ たいしょうしょうがっこう）は、北海道帯広市大正町に所在する公立小学校。

## 沿革

### 帯広市立(旧)大正小学校[3]
- 1900年(明治33年)4月1日 - 幸震簡易教育所を設置。
- 1903年(明治36年)6月26日 - 幸震尋常小学校が開校。
- 1928年(昭和3年)11月25日 - 校舎を移転改築。
- 1941年(昭和16年)4月1日 - 大正尋常小学校に改称。
- 1942年(昭和17年)5月1日 - 大正国民学校に改称。
- 1947年(昭和22年)4月1日 - 大正村立大正小学校に改称。
- 1947年(昭和22年)5月1日 - 大正村立大正中学校を併置開校。
- 1951年(昭和26年)5月 - 大正中学校が移転。
- 1953年(昭和28年)6月26日 - 開校50周年記念式典挙行。同日校歌を制定。
- 1957年(昭和32年)4月1日 - 帯広市立大正小学校に改称。
- 1963年(昭和38年)6月26日 - 開校60周年記念式典挙行。
- 1966年(昭和41年)4月1日 - 戸蔦小学校を統合。
- 1968年(昭和43年)4月1日 - 幸福小学校を統合。
- 1969年(昭和44年)4月1日 - 桜木小学校を統合。
- 1972年(昭和47年)3月31日 - 以平小学校と統合のため閉校。

### 帯広市立(新)大正小学校
- 1972年（昭和47年）4月1日 - (旧)大正小学校と以平小学校が統合し、(新)大正小学校が開校。同日以平分教場を設置。
- 1972年(昭和47年)7月21日 - 校歌・校章を制定。
- 1974年（昭和49年）4月1日 - 泉小学校を統合。以平分教場を廃止。
- 2012年（平成24年）11月25日 - 開校40周年記念式典挙行。

### 帯広市立戸蔦小学校[4]
- 1905年(明治38年)4月 - 戸蔦簡易教育所を設置。
- 1914年(大正3年)4月 - 戸蔦尋常小学校が開校。
- 1933年(昭和8年)6月 - 2代目校舎が落成。
- 1941年(昭和16年)4月 - 戸蔦国民学校に改称。
- 1947年(昭和22年)4月 - 大正村立戸蔦小学校に改称。
- 1949年(昭和24年)4月 - 大正村立大正中学校戸蔦分校を併置開校。
- 1953年(昭和28年)9月 - 大正中学校戸蔦分校が独立し、戸蔦中学校となる。
- 1954年(昭和29年)6月 - 開校50周年記念式典挙行。
- 1957年(昭和32年)4月 - 帯広市立戸蔦小学校に改称。
- 1957年(昭和32年)9月 - 3代目校舎が落成。
- 1965年(昭和40年)3月 - 併置の戸蔦中学校が、周辺4校と統合のため閉校。帯広市立帯広第七中学校となる。
- 1966年(昭和41年)3月 - (旧)大正小学校との統合のため閉校。

### 帯広市立幸福小学校[5]
- 1933年(昭和8年)1月21日 - 幸震尋常小学校幸福特別教授所を設置。
- 1941年(昭和16年)4月1日 - 幸福国民学校として独立開校。
- 1947年(昭和22年)4月1日 - 大正村立幸福小学校に改称。
- 1957年(昭和32年)4月1日 - 帯広市立幸福小学校に改称。
- 1967年(昭和42年)3月31日 - (旧)大正小学校との統合のため閉校。

### 帯広市立桜木小学校[6]
- 1905年(明治38年)11月20日 - 私立上途別教育所を設置。
- 1906年(明治39年)12月1日 - 公立移管を実施。
- 1912年(大正元年)8月1日 - 上途別尋常小学校が開校。
- 1917年(大正6年)9月15日 - 以平特別教授所を設置。
- 1918年(大正7年)2月 - 校舎増築を実施。
- 1926年(大正15年)4月 - 市町村境界変更により、中川郡幕別村から河西郡大正村へ編入。
- 1927年(昭和2年)4月 - 以平特別教授所が以平尋常小学校として独立。
- 1941年(昭和16年)4月 - 上途別国民学校に改称。
- 1947年(昭和22年)4月 - 大正村立上途別小学校に改称。
- 1955年(昭和30年)11月 - 創立50周年記念式典挙行。
- 1957年(昭和32年)4月 - 帯広市立上途別小学校に改称。
- 1965年(昭和40年)11月 - 創立60周年記念式典挙行。
- 1966年(昭和41年)4月 - 帯広市立桜木小学校に改称。
- 1969年(昭和44年)2月16日 - 失火により校舎全焼。
- 1969年(昭和44年)3月31日 - (旧)大正小学校との統合により閉校。

### 帯広市立以平小学校[7]
- 1917年(大正6年)9月15日 - 上途別尋常小学校以平特別教授所を設置。
- 1927年(昭和2年)4月1日 - 以平尋常小学校として独立開校。
- 1927年(昭和2年)10月 - 上以平特別教授所を設置。
- 1934年(昭和9年)10月20日 - 上以平特別教授所が上以平尋常小学校として独立。
- 1936年(昭和11年)1月1日 - 火災により校舎全焼。
- 1936年(昭和11年)12月7日 - 新校舎が竣工。
- 1941年(昭和16年)4月1日 - 以平国民学校に改称。
- 1947年(昭和22年)4月1日 - 大正村立以平小学校に改称。
- 1947年(昭和22年)5月1日 - 大正村立大正中学校以平分校を併置開校。
- 1953年(昭和28年)9月1日 - 大正中学校以平分校が独立し、以平中学校となる。
- 1957年(昭和32年)4月1日 - 帯広市立以平小学校に改称。
- 1965年(昭和40年)3月 - 併置の以平中学校が周辺4校との統合のため閉校。帯広市立帯広第七中学校となる。
- 1967年(昭和42年)9月3日 - 開校50周年記念式典挙行。
- 1972年(昭和47年)4月1日 - (旧)大正小学校との統合により、大正小学校以平分教場に改称。
- 1974年(昭和49年)3月 - 閉校式挙行。

### 帯広市立泉小学校[8]
- 1927年(昭和2年)10月1日 - 以平尋常小学校上以平特別教授所を設置。
- 1934年(昭和9年)10月20日 - 上以平尋常小学校として独立開校。
- 1941年(昭和16年)4月1日 - 上以平国民学校に改称。
- 1947年(昭和22年)4月1日 - 大正村立上以平小学校に改称。
- 1947年(昭和22年)12月6日 - 大正中学校上以平分校を併置開校。
- 1949年(昭和24年)9月9日 - 開校15周年記念式典挙行。同日校歌制定。
- 1952年(昭和27年)10月19日 - 新校舎完成。
- 1953年(昭和28年)9月1日 - 大正中学校上以平分校が独立し、上以平中学校となる。
- 1957年(昭和32年)4月1日 - 帯広市立上以平小学校に改称。
- 1965年(昭和40年)3月 - 併置の上以平中学校が周辺4校との統合のため閉校。帯広市立帯広第七中学校となる。
- 1966年(昭和41年)4月1日 - 帯広市立泉小学校に改称。
- 1974年(昭和49年)3月31日 - 大正小学校との統合のため閉校。

## 児童数
- 児童数 - 110人
  - 1年生 - 20人
  - 2年生 - 23人
  - 3年生 - 17人
  - 4年生 - 18人
  - 5年生 - 17人
  - 6年生 - 15人
  - 特別支援学級（内数）- 10人

2019年（令和元年）5月1日現在

## 進学先中学校
- 帯広市立帯広第七中学校
  - 2016年（平成28年）5月1日現在[10]

## 学校周辺
- 帯広第七中学校 - 敷地が隣接
- 慈光学園
- はちす園

## アクセス
- 十勝バス61系統大正小学校線で、終点「大正小学校前」バス停下車。ただし、運行は、朝の帯広駅バスターミナル発大正小学校前行の1本のみ。

## 著名な出身者
- 道下ひなの（バレーボール選手：KUROBEアクアフェアリーズ）